# Hapoël Ironi Kiryat Shmona
Actualités
Le Hapoël Ironi Kiryat Shmona Football Club (en hébreu : מועדון כדורגל הפועל עירוני קרית שמונה), plus couramment abrégé en Hapoël Ironi Kiryat Shmona, est un club israélien de football fondé en 2000 et basé dans la ville de Qiryat Shemona (ou Kiryat Shmona).

## Histoire du club
Le club remporte en 2011 et en 2012 la Coupe de la Ligue israélienne, avant de devenir champion d'Israël lors de la saison 2011-2012.

## Palmarès
| \| - Championnat d'Israël (1) : - Champion : 2011-12. - Vice-champion : 2014-15. - Coupe d'Israël (1) : - Vainqueur : 2013-14. - Finaliste : 2012-13. - Coupe de la Ligue israélienne (2) : - Vainqueur : 2010-11 et 2011-12. \| \| - Supercoupe d'Israël (1) : - Vainqueur : 2015. - Championnat d'Israël D2 (2) : - Champion : 2006-07, 2009-10 et 2023-24. - Coupe de la Ligue israélienne D2 : - Vainqueur : 2006-07 et 2009-10. \| |  | |
| - Championnat d'Israël (1) : - Champion : 2011-12. - Vice-champion : 2014-15. - Coupe d'Israël (1) : - Vainqueur : 2013-14. - Finaliste : 2012-13. - Coupe de la Ligue israélienne (2) : - Vainqueur : 2010-11 et 2011-12. |  | - Supercoupe d'Israël (1) : - Vainqueur : 2015. - Championnat d'Israël D2 (2) : - Champion : 2006-07, 2009-10 et 2023-24. - Coupe de la Ligue israélienne D2 : - Vainqueur : 2006-07 et 2009-10. |

## Personnalités du club

### Présidents
- Izzi Sheratzky

### Entraîneurs
| - Beni Tabak (juillet 2001 - mai 2002) - Ran Ben Shimon (juillet 2006 - avril 2008) - Eli Cohen (avril 2008 - avril 2009) - Ran Ben Shimon (avril 2009 - mai 2012) - Gili Landau (mai 2012 - octobre 2012) - Barak Bakhar (octobre 2012) - Ofer Mizrahi (octobre 2012 - juin 2013) - Barak Bakhar (juillet 2013 – mai 2015) - Salah Hasarma (mai 2015 - février 2016) | - Shlomi Dora (février 2016 - mai 2016) - Motti Ivanir (mai 2016 - octobre 2016) - Benny Ben Zaken (octobre 2016 - novembre 2016) - Tomer Kashtan (novembre 2016 - mai 2017) - Haim Silvas (mai 2017 - décembre 2018) - Tomer Kashtan (décembre 2018 - mai 2019) - Shimon Edri (mai 2019) - Messay Dego (mai 2019 - octobre 2019) - Kobi Refua (octobre 2019 - ) |

## Historique du logo

2000-2012